# Guido Grandi
Guido Grandi   (Cremona, 10 d'octubre de 1671 - Pisa, 4 de juliol de 1742) (batejat com Francesco Lodovico) va ser un matemàtic i monjo camaldulenc italià conegut pels seus treballs en mecànica i hidràulica.

## Vida
Grandi va estudiar al col·legi jesuïta de la seva ciutat natal, Cremona. El 1687 va rebre classes de llatí (no de matemàtiques) de Girolamo Saccheri, qui li va transmetre el seu interès per la filosofia. Aquest mateix any, ingressà en el monestir camaldulès de Sant Apol·linar a Ravenna i l'any següent professà les ordes i es va canviar els seus noms de bateig pel de Luigi Guido. El 1692 és enviat a Roma per acabar els seus estudis de teologia, en els que es gradua dos anys més tard.
El 1694 és enviat al monestir de l'orde a Florència on, en un ambient més intel·lectual, començarà a estudiar l'obra de Descartes i donarà les classes de matemàtiques al monestir camaldulenc de Santa Maria degli Angeli. A Florència, era inevitable que entrés en contacte amb Vincenzo Viviani, el matemàtic més important de la ciutat, deixeble i defensor de Galileo Galilei. La primera obra de Grandi el 1699 serà, precisament, una solució a un problema plantejat per Viviani.

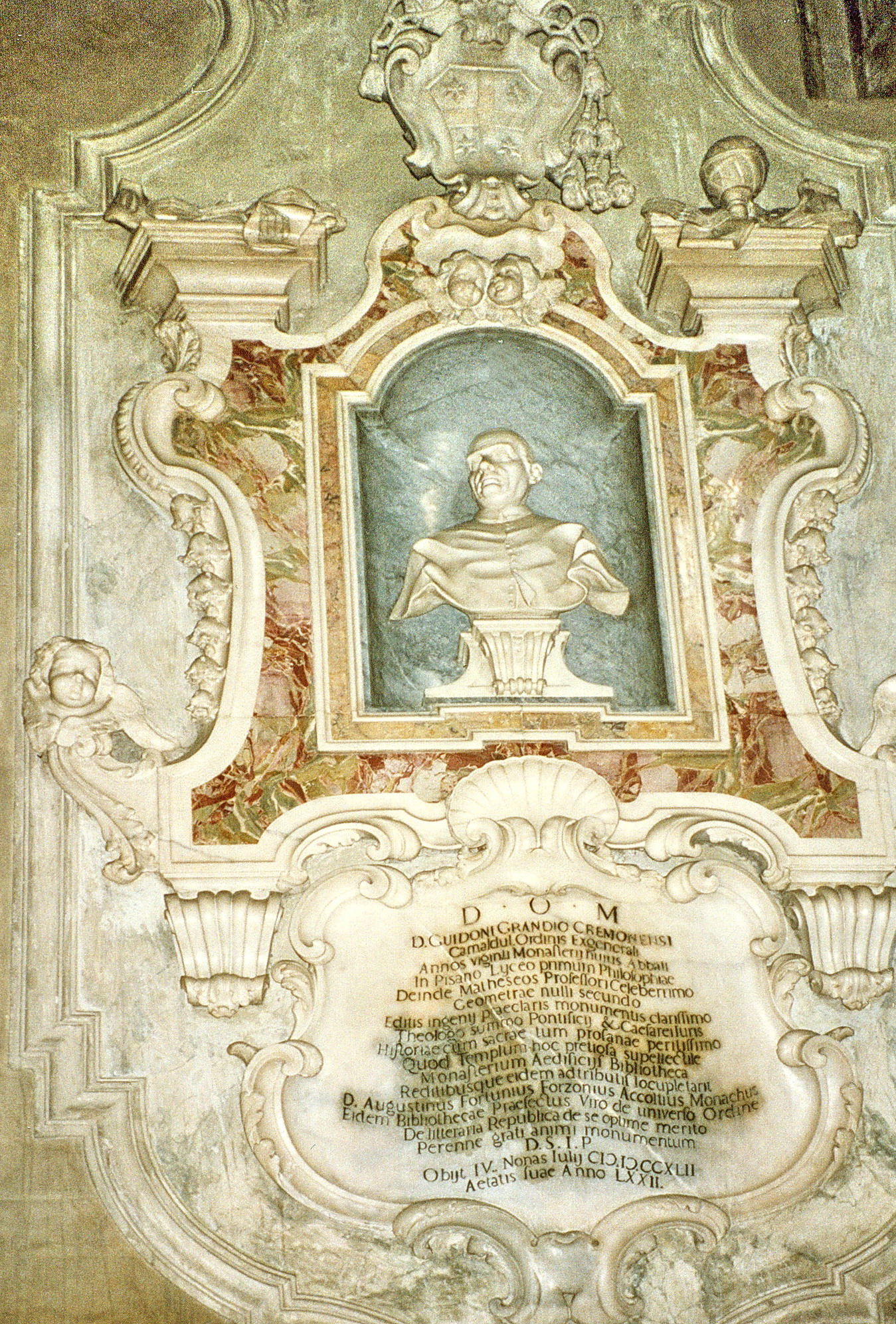
Tomba de Grandi a l'església de San Michele in Borgo de Pisa.

Aquesta solució, li a donar un cert prestigi; per això, quan el 1700 és cridat a Roma, però Cosme III de Mèdici gran duc de Toscana, farà tot el possible per retenir-lo a Florència. El 1707 Grandi és nomenat matemàtic del Gran Ducat de Toscana. El 1709 és escollit fellow de la Royal Society. En aquesta època manté una intensa correspondència amb Jakob Hermann, aleshores catedràtic a la universitat de Pàdua.
A partir de 1714 serà professor i catedràtic de matemàtiques de la Universitat de Pisa, càrrec que compatibilitzarà amb altres càrrecs d'assessorament per al Gran Ducat, com el de superintendent de les aigües, o per el Pontificat.
A partir de 1737 va començar a patir una demència i el 1740 havia perdut pràcticament la memòria.

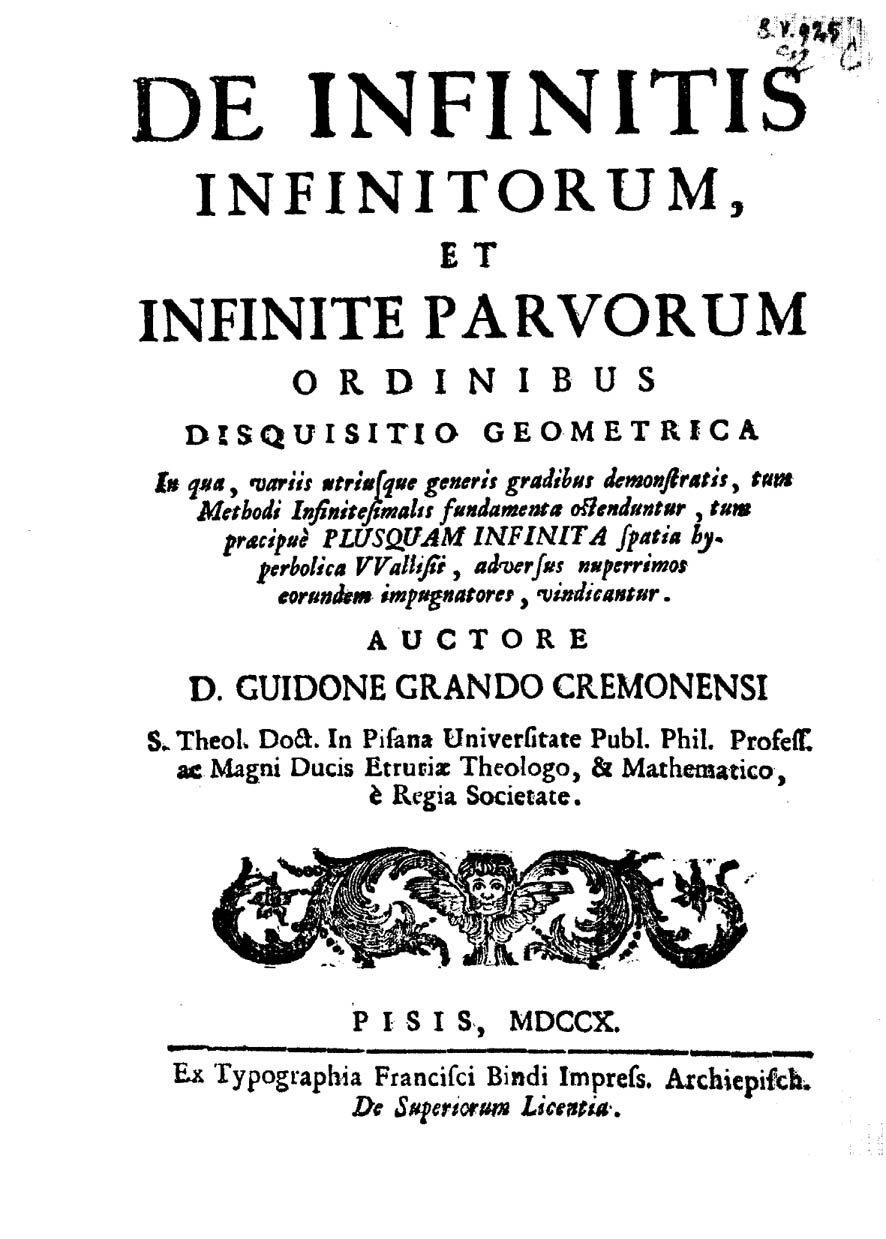
De infinitis infinitorum (1710).

## Obra
Les seves obres matemàtiques més importants són:
- Geometrica divinatio Vivianeorum problematum (Florència, 1699), que no inclou només la solució del problema de Viviani, sinó moltes altres curiositats geomètriques del mateix estil.
- Geometrica demonstratio theorematum Hugenianorum circa logisticam seu logarithnticam (Florència, 1701), on estudia la corba logarítmica proposada per Christiaan Huygens.
- Quadratura circuli et hyperbolae (Pisa, 1703, 1710), amb el que va introduir el càlcul infinitesimal a Itàlia.[8][9]
- De infinitis infinitorum et infinite parvorum (Pisa, 1710)[10]
- Dialoghi ... circa la controversia eccitatagli contro dal sig. dottore Alessandro Marchetti (1712), en una controversia sobre la resistència dels sòlids[11]
- Florum geometricarum manipulus als Philosophical Transactions de la Royal Society (1723)
- Flores geometrici ex rhodonearum et cloeliarum curvarum descriptione resultantes (Florència, 1728), ampliació de l'anterior i on descriu i estudia la corba rodonea o Rosa de Grandi.
- Elementi geometrici piani e solidi di Euclide, posti brevemente in volgare (Florència, 1731), una versió dels Elements d'Euclides,
- Istituzioni Meccaniche (1739)[12]
- Istituzioni di aritmetica pratica (Florència, 1740)[13]
- Istituzioni geometriche (Florència, 1741).[13]

També va escriure obres teològiques, històriques i biografies de frares camaldulencs.